# Christian Zurita
Christian Gustavo Zurita Ron (Quito, 4 de abril de 1970) es un periodista y político ecuatoriano. Fue candidato presidencial del Movimiento Construye en las elecciones extraordinarias de Ecuador de 2023, en reemplazo de Fernando Villavicenciotras su asesinato

## Biografía
Christian Gustavo nació el 4 de abril de 1970, en la ciudad ecuatoriana de Quito. Tras realizar estudios en la Universidad Central de Ecuador, obtuvo la licenciatura en Comunicación social.

### Carrera profesional
Fue corresponsal de la revista Vistazo desde 1993 hasta el 2000. Posteriormente, entre 2002 y 2008, se desempeñó como jefe de la Unidad de Investigación en el noticiero 24 Horas del canal de televisión Teleamazonas.
En el año 2008, asumió el liderazgo de los reportajes de investigación en el diario Expreso, donde ocupó el cargo de editor de investigación hasta 2011. En ese mismo año, se unió al equipo de diario El Universo como investigador y redactor especial, enfocando su labor en cuestiones relacionadas con la corrupción, el crimen organizado y el narcotráfico.
En 2010, público el libro El gran hermano: historia de una simulación junto a Juan Carlos Calderón Vivanco, donde expone casos de favoritismo en contratos estatales por parte de Fabricio Correa, hermano del expresidente Rafael Correa. Esto llevó a que ambos periodistas fueran enjuiciados y condenados en 2012 a pagar un millón de dólares cada uno por daño moral. Sin embargo, Correa finalmente desistió del caso, evitando el castigo económico de ambos periodistas.
En 2015, fundó el sitio web Milhojas.is 
En 2019, coescribió el libro Arroz verde: la industria del soborno junto a Fernando Villavicencio. El libro expone reportajes sobre la gestión de coimas y la contabilidad de sobornos por parte de funcionarios y militantes del partido del expresidente Rafael Correa. Además, en ese mismo año, fundó el sitio web periodismo de investigacion.com, donde se desempeña como editor.

## Carrera política

### Candidatura presidencial (2023)
El 9 de agosto de 2023, Zurita estuvo presente cuando asesinaron a Fernando Villavicencio en Quito cuando salía de un mitin político, y fue uno de los primeros en confirmar su muerte. Tras el asesinato se encomendó al Movimiento Construye la tarea de nombrar al reemplazo de Villavicencio. Inicialmente, el partido seleccionó a Andrea González que era su compañera de fórmula vicepresidencial para sustituirlo. Sin embargo, debido a incertidumbres sobre la legalidad de esa decisión, en su lugar se eligió a Zurita el 13 de agosto.
Dado que Zurita no pudo presentar su candidatura antes de la fecha límite establecida por el Consejo Nacional Electoral (CNE), no pudo participar en el único debate de las elecciones.Revolución Ciudadana impugnó su precandidatura aduciendo que Zurita sería adherente de otra organización política. Sin embargo la impugnación fue rechazada por el CNE, y la inscripción de su candidatura fue aceptada.Su campaña se centraría en la lucha contra la corrupción y la violencia, manteniendo el legado de Fernando Villavicencio.
El día de los comicios, Zurita acudió a votar portando un casco, chaleco antibalas y rodeado de policías de élite. En horas de la tarde, la Comisión Interamericana de Derechos Humanos (CIDH) le otorgó medidas cautelares, luego que denunciara haber recibido una amenaza de muerte horas antes del inicio de la votación.
Tras las elecciones, Zurita quedó en tercer lugar de los candidatos más votados, reconociendo su derrota tras haber "navegado contra todo".En medio de la crisis interna del Movimiento Gente Buena, asumió la presidencia del Movimiento Gente Buena, movimiento político fundado por Villavicencio, y se retiró del periodismo para involucrarse en la política.

## Publicaciones
- El Gran Hermano, historia de una simulación (2010) en colaboración con Juan Carlos Calderón.
- El discreto encanto de la Revolución Ciudadana (2010), coescrito junto a Fernando Villavicencio.
- Arroz verde: la industria del soborno (2019)

## Premios
- Premio Nacional de Periodismo: 2009 y 2019.[4]
- Premio de Periodismo Jorge Mantilla Ortega: 2010 y 2019 (junto a Fernando Villavicencio y Cristina Solórzano).[4]
- Premio Periodismo de Datos de la SIP: 2018 (con el colectivo Investiga LavaJato).[4]